# Chandauli (stad)
Chandauli is een nagar panchayat (plaats) in het district Chandauli van de Indiase staat Uttar Pradesh. 

## Demografie
Volgens de Indiase volkstelling van 2001 wonen er 20.071 mensen in Chandauli, waarvan 55% mannelijk en 45% vrouwelijk is. De plaats heeft een alfabetiseringsgraad van 66%. 